# Espace des inventions
 (novembre 2021).
Si vous disposez d'ouvrages ou d'articles de référence ou si vous connaissez des sites web de qualité traitant du thème abordé ici, merci de compléter l'article en donnant les références utiles à sa vérifiabilité et en les liant à la section « Notes et références ».
 (août 2022).
 (novembre 2021).
L'Espace des inventions est un musée suisse privé, sis à la Vallée de la Jeunesse à Lausanne, qui se consacre à l'éveil scientifique, technique et culturel des jeunes publics.
Ouvert depuis l'an 2000, il accueille près de 30 000 visiteurs par an.

## Histoire
L'Espace des inventions est inauguré le 1er décembre 2000 avec une exposition sur la lumière.
Sis à la Vallée de la Jeunesse, dans le sud-ouest lausannois, il partage durant des années avec le Centre vaudois d'aide à la jeunesse (CVAJ) l'usage d'un bâtiment résultant de l'exposition nationale suisse de 1964 : La Rotonde. Cet ensemble de bâtiments a été réalisé pour y accueillir le jardin d’enfants de l’exposition nationale. Aujourd'hui, l'Espace des inventions occupe à lui seul le bâtiment de La Rotonde, sur deux étages, pour l'ensemble de ses activités.
Entre 2000 et 2016, l’Espace des inventions conçoit, réalise et présente dix expositions à caractère interactif sur des thèmes scientifiques et techniques variés. L’institution met également sur pied des activités diverses pour les enfants et les familles (ateliers du Club des petits inventeurs, conférences familiales Pain, Science et Chocolat, concours, ...)
En 2011, l'exposition « Les doigts dans le cerveau » reçoit le « Prix Expo » de l'Académie suisse des sciences naturelles,.
Jusqu'en 2017, l'institution proposait exclusivement des expositions d'ordre technique ou scientifique. Cette même année, l'Espace des inventions reprend les activités d'éveil culturel du CVAJ : une programmation d’expositions d'éveil culturel ainsi qu’une offre d’accueil vacances pour les enfants (centres aérés). Depuis lors, l’institution propose au public des expositions d’éveil scientifique, technique et artistique.
Le nombre de ses visiteurs croît régulièrement depuis sa création, pour approcher les 30 000 visites annuelles actuellement.

## Expositions
L'Espace des inventions présente une à deux expositions par an. Certaines expositions culturelles proviennent de locations auprès d'autres institutions.
Les expositions sont conçues de manière que les phénomènes puissent être compris par l'observation et la manipulation.
Après leur présentation à Lausanne, les expositions « maison » connaissent parfois une deuxième vie dans diverses institutions suisses ou étrangères.

### Expositions
| Année de création | Titre                                                                          | Thème                                                                     | Partenaire / Collaboration                                                                               | Lieux de présentation (hors Espace des inventions) |
| ----------------- | ------------------------------------------------------------------------------ | ------------------------------------------------------------------------- | --- | --- |
| 2022              | Voyage en Nord                                                                 | Voyage, navigation, sciences naturelles                                   | Barbara et Thierry Courvoisier et Science et voile avec Gaia                                             | |
| 2020              | Tic tac tectonique, en attendant que la Terre tremble...                       | Géophysique, Géologie : Les tremblements de terre                         | Centre Pédagogique, Prévention, Séisme (CPPS) de la Haute école d'ingénierie de la HES-SO Valais-Wallis  | Jurassica, Porrentruy-JU (2023) / Zoom Laval, France (2023-24) |
| 2018              | Da ün Giacometti e l'altar (d'un Giacometti à l'autre en dialecte brgagliotte) | Peinture, Sculpture, architecture : les artistes de la famille Giacometti | Centro Giacometti de Stampa (Grisons)                                                                    | Centro Giacometti, Stampa-GR (2019-20) / Médiathèque, Martigny-VS (2022) / Museo in erba, Lugano-TI (2023) |
| 2018              | L'arbre - De la petite graine à la vieille branche                             | Botanique                                                                 | La Ville de Lausanne et le BioScope de l'Université de Genève                                            | Les Clévos, Cité des savoirs, Étoile-sur-Rhône, France (2021-22) / Maison de la forêt, La Tzoumaz-VS (2022) / Pavillon des Sciences, Montbéliard (2023)                                                                                     |
| 2017              | T'es sûr-e ?, une expo pour taquiner de la science                             | Physique                                                                  | | La Turbine, Annecy, France (2019-20) / Pavillon des Sciences, Montbéliard (2021) / l'Arche des métiers, le Cheylard, France (2022) / HEP BeJuNe (2023)                                                                                      |
| 2015              | Medieval Factory, lunettes, papier, brouette et autres inventions médiévales   | Histoire et techniques                                                    | Château de Chillon                                                                                       | |
| 2014              | L'œil nu                                                                       | Anatomie, optique                                                         | | La Turbine, Annecy, France (2017), Espace Arlaud, Lausanne (2018) / Pavillon des Sciences, Montbéliard (2018-19) |
| 2012              | Indestructible énergie                                                         | Physique                                                                  | | Pavillon des Sciences, Montbéliard(2018-19) / HEP BeJuNe (2019) |
| 2011              | Les doigts dans le cerveau                                                     | Neurosciences                                                             | service de neuropsychologie et de neuroréhabilitation du CHUV (Centre Hospitalier Universitaire Vaudois) | L'ideatorio, Lugano-TI (2012-2013) / La Turbine, Annecy, France (2013-14) / Pavillon des Sciences , Montbéliard (2014-15) / HEP BeJuNe (2017)                                                                                               |
| 2009              | Manivelles et roues dentées                                                    | Mécanique                                                                 | | La Turbine, Annecy, France (2012-13) / l'Arche des métiers, le Cheylard, France (2015) / MUNCYT, Alcobendas, Espagne (2016) / Cité des Sciences de Tunis, Tunisie (2016-17) / Les Clévos, Cité des savoirs, Étoile-sur-Rhône, France (2019) |
| 2008              | De temps en temps                                                              |                                                                           | Musée d'histoire des sciences de Genève                                                                  | Arche de Nebra, Allemagne (2010) |
| 2006              | Feuille, caillou, ciseaux, à la découverte des matérieux                       | Les matériaux                                                             | | |
| 2005              | Plat comme le globe                                                            | Géographie                                                                | | HEP BeJuNe (2011) |
| 2002              | Équilibre, déséquilibre                                                        |                                                                           | | L'ideatorio, Lugano-TI (2005) |
| 2000              | La lumière, voir plus loin que le bout de son nez                              | Physique, optique                                                         | | |

## Autres activités
L'Espace des inventions organise des centrés aérés pour les enfants durant les vacances scolaires et des ateliers de découverte scientifique et technique pour les enfants. Depuis 2019, l'institution développe également diverses activités d'initiation à la robotique et à la programmation.
L'Espace des inventions participe chaque année à des événements culturel régionaux (Nuit des musées,, Pâkomuzé,) en collaboration avec les musées lausannois et vaudois.

## Collaborations
En fonction des thématiques, les expositions sont réalisées en collaboration avec des acteurs du monde culturel, politique et de l'éducation. L'Espace des inventions travaille en outre régulièrement avec différentes hautes écoles de Suisse romande pour l'élaboration et l'animation d'ateliers de promotion des sciences et des techniques.